# 阿尔文·托夫勒
阿尔文·托夫勒（英語：Alvin Toffler，1928年10月8日—2016年6月27日），出生于美國纽约，未来学家，社会思想家之一。

## 生平
纽约大学毕业，1970年出版，1980年出版，1990年出版等未来三部曲，对当今社会思潮有广泛而深远的影响。托夫勒的妻子海蒂也是知名的未来学者，两人多次合作著述，2006年5月，两人的最新作品全球同步出版。
阿尔文·托夫勒在2016年6月27日在洛杉磯的家中過世。

## 外部連結
- 官方网站
- C-SPAN內的頁面（英文）